# Helen Schnabel
Helen Schnabel, geborene Fogel, (Hélène Schnabel; * 22. Juli 1911 in New York City; † 29. September 1974 in Gravedona, Provinz Como, Lombardei, Italien) war eine US-amerikanische Pianistin und Musikpädagogin.

## Leben
Helen Fogel hatte den ersten Klavierunterricht bei Manfred Malkin, der auch ihr Debüt als Wunderkind im Alter von neun Jahren in der Carnegie Hall organisierte. Weitere Recitals gab sie 1923 und 1925 in der Aeolian Hall. Später setzte sie ihre Ausbildung als Stipendiatin der Juilliard School bei Alexander Siloti, einem Schüler Franz Liszts, fort.
Bereits in ihrer Highschoolzeit begann Fogel selbst zu unterrichten und trat als Solistin, Konzertpianisten und Kammermusikerin auf, häufig auch im Radio. Nach dem Abschluss ihres Studiums an der Juilliard School wurde Fogel Schülerin von Artur Schnabel in Tremezzo am Comer See, der von 1934 bis 1938 ihr Lehrer war. Dort lernte sie Schnabels Sohn, den Pianisten Karl Ulrich Schnabel kennen, den sie 1939 heiratete. Sie bildete mit ihm ein Klavierduo, das vorrangig Originalwerke für Klavier vierhändig aufführte.
Der Eintritt der USA in den Zweiten Weltkrieg unterbrach die Laufbahnen der beiden Musiker. Karl Ulrich Schnabel übernahm die Leitung eines elektronischen Labors in einem Werk in Massachusetts, wohin ihm seine Frau bald folgte. Nach dem Krieg nahm das Paar seine Laufbahn mit einer Reihe von sechs Rundfunkauftritten in New York wieder auf, gefolgt von Recitals in den USA und Kanada. 1947 debütierte Helen Schnabel in London und gab dann Duo-Recitals mit Karl Ulrich und Solokonzerte u. a. in der Schweiz, Österreich, Deutschland, den Niederlanden, Italien, Schweden, Norwegen und Dänemark. 1956 spielte Helen Schnabel bei ihrem ersten Auftritt in Wien die Klavierfassung von Beethovens Violinkonzert. Im gleichen Jahr gab sie mit ihrem Mann fünf Konzerte beim Holland Festival.
Bereits seit 1940 unterrichtete Schnabel an der Dalcroze School in New York. Ab 1948 gab sie regelmäßig Sommerkurse in Tremezzo und setzte so die Tradition Artur Schnabels fort. Unter den zahlreichen Aufnahmen Schnabels u. a. bei den Labels Epic Records, Philips und TownHall Records finden sich Klavierkonzerte von Mozart, Beethoven, Carl Philipp Emanuel Bach und Artur Schnabel wie auch Solowerke von Schubert, Mendelssohn, Brahms, Weber und Gian Francesco Malipiero. 1974 starb Schnabel in Gravedona am Comer See an einer Krebserkrankung.